# Aclastus alacris
Aclastus alacris är en stekelart som först beskrevs av Rossem 1990.  Aclastus alacris ingår i släktet Aclastus och familjen brokparasitsteklar. Inga underarter finns listade i Catalogue of Life.